# She's Breathless
She's Breathless je promotivna kompilacija američke pjevačice Madonne. Izdana je u Ujedinjenom Kraljevstvu 1990. u svrhu promocije Blond Ambition Tour. Bila je dostupna samo u UK.

## Formati
Kompilacija je izdana kao VHS i kaseta a omot je bio kao "Hanky Panky" CD singl. 

## popis pjesama
Kompilacija sadrži 18 glazbenih videa:
- "Like A Virgin"
- "Material Girl"
- "Into the Groove"
- "Angel"
- "Dress You Up"
- "Borderline"
- "Live to Tell"
- "Papa Don't Preach"
- "True Blue"
- "Open Your Heart"
- "La Isla Bonita"
- "Who's That Girl"
- "Causing a Commotion"
- "Like a Prayer"
- "Express Yourself"
- "Cherish"
- "Dear Jessie"
- "Vogue"